# هایک (اسطوره)

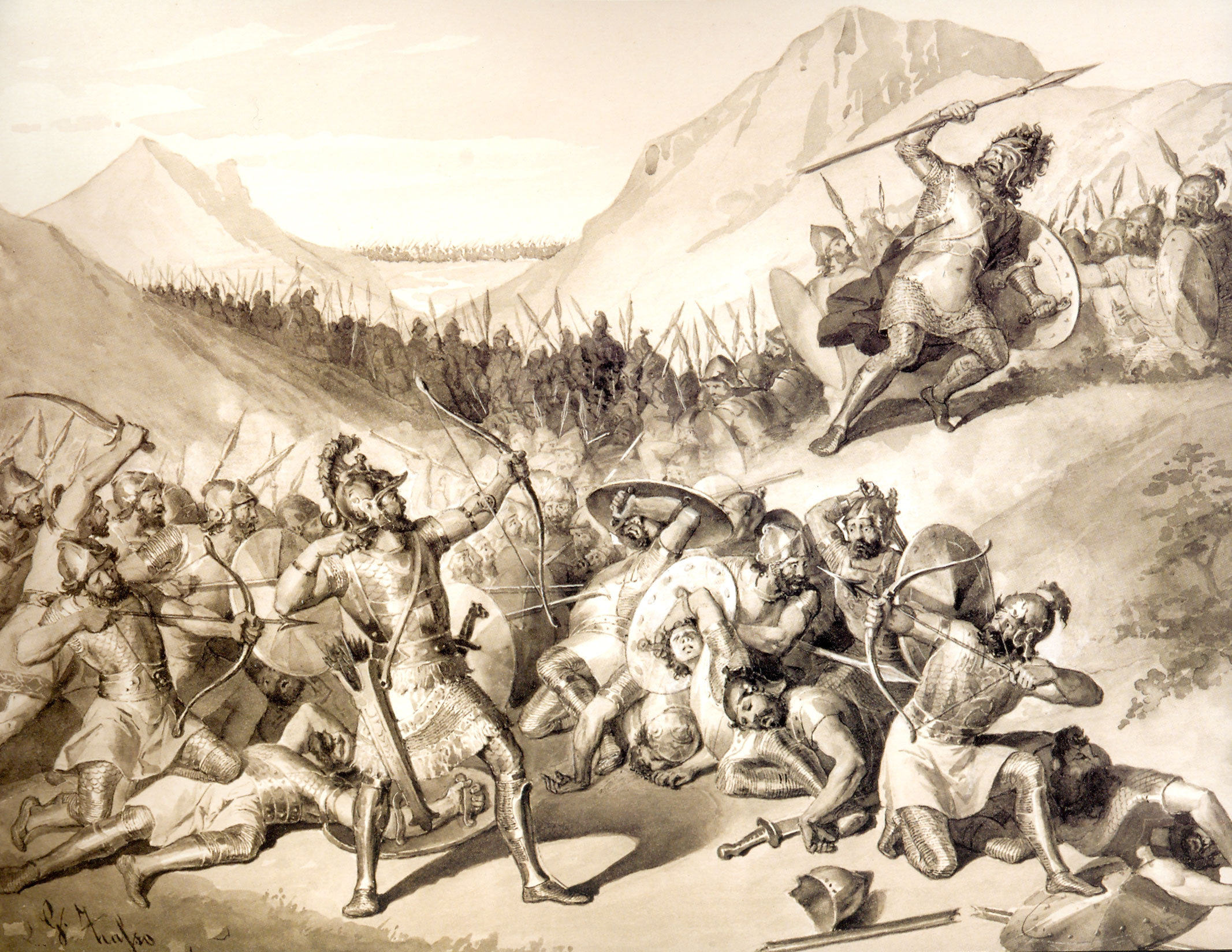
نبرد هایک با بل

هایک ( به زبان ارمنیՀայկ به لاتین Haik Nahapet ) در تاریخ اساطیری ارمنستان، همواره هایک ملقب به ناهاپت را بنیان‌گذار ارمنستان می‌دانند. هایک که کمان کشی قدرتمند، خوش اندام و چهارشانه با موهایی مجعد بود نمی‌توانست استبداد و سلطهٔ بل را تحمل کند و مایل به اطاعت از وی نبود.
به همین خاطر پس از اینکه فرزندش، آرامانیاک، در بابل (دولت‌شهر) متولد شد همراه خانواده و پیروانش به سرزمین آیراراد، که در نواحی شمالی بابل بود، عزیمت کرد و به آبادانی آن منطقه پرداخت. سپس همراه خانوادهٔ خود به سمت شمال غرب حرکت کرد و در فلاتی اقامت گزید و در آن دشت کوهستانی دهکده‌ای را به نام هایکاشن بنا نهاد. این مناطق بعدها کشور ارمنستان را به وجود آوردند.

## تاریخ
هرچند در بررسی‌های تاریخی داستان هایک و رشادت‌های وی را در برابر بِل در بخش اساطیر قرار می‌دهند اما باید در نظر داشت که هر افسانه ای در دل خود مبتنی بر واقعیتی تاریخی است و شخصیت‌های اسطوره‌ای در واقع شخصیت‌هایی تاریخی اند که به دلیل تمایل مردمان به قهرمان پروری جنبه‌ای اسطوره‌ای پیدا کرده‌اند. چنان‌که محققان دربارهٔ رستم، پهلوان نامی ایران باستان، به این نتیجه رسیده‌اند که گرچه وی در شاهنامه فردوسی دست به اعمالی مافوق انسانی می‌زند اما احتمالاً می‌بایست یکی از پادشاهان سیستان بوده باشد. بنابراین، داستان هایک نیز صرف نظر از ویژگی‌های اسطوره‌ای اش واقعیت‌هایی را نیز در خود نهفته دارد.

## دودمان و ریشه یابی نسل هایک
کشتی نوح پس از طوفان بر کوه آرارات قرار گرفت شهر نخجوان در پای این کوه واقع شده و احتمال می‌رود مقبرهٔ نوح در آن باشد. در تیمولوژی این شهر، یکی از اشتقاقات آن نوی ایجه وان است که به زبان ارمنی نوح در اینجا ساکن است معنا می‌دهد.

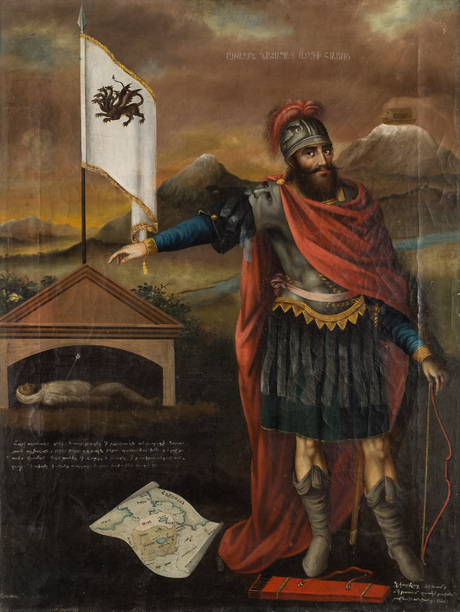
هایک بزرگ بنیان‌گذار ملت آرمن در کنار آرامگاه بل و نقشه کنار آن منطقه دریاچه وان و کوه آرارات، با کشتی نوح را نشان می دهد

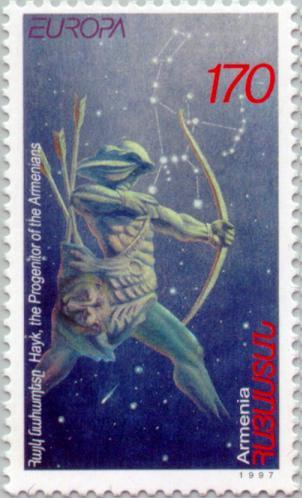

طوفانی که در زمان نوح واقع شد تمام نسل بشر را جز آنان که در داخل کشتی بودند از میان برد و بر طبق آیات ۱۸ و ۱۹ از باب نهم سفر پیدایش پس از این طوفان تمامی نسل بشر در جهان از پسران نوح، که در کشتی بودند، به نام‌های سام پسر نوح، حام و یافث پدید آمدند.
داستان انشعاب اقوام بشر از این سه پسر نوح و اینکه چه قومی از کدام یک از این سه پسران پدید آمدند در باب دهم سفر پیدایش آمده‌است. نسل یافث به سوی شمال رفتند و در نواحی اطراف دریای سیاه و دریای خزر ساکن شدند و نژادهای بزرگ قفقازی را پدید آوردند. فرزندان حام اقوام عربستان، ساحل شرقی دریای مدیترانه و ساحل شرقی آفریقا را پدید آوردند چنان‌که امروزه هم به اقوام ساکن در شمال آفریقا حامی گفته می‌شود و فرزندان سام، که نژاد سامی را به وجود آوردند، شامل یهودیها، آشوری‌ها، عیلام و اقوام ساکن در منطقهٔ بین النهرین بودند.
اقوام دیگر سایر نقاط جهان نظیر سرخپوستان، اسکیموها و غیره نیز همگی از آسیا به سایر نقاط مهاجرت کرده‌اند و نسل اولیهٔ همهٔ آن‌ها به این سه پسر نوح می‌رسد.
از آنجایی که بر طبق تحقیقات دانشمندان ارمنیان از زمان‌های بسیار قدیم در قفقاز ساکن بوده‌اند بنابراین می‌بایست از نسل یافث، سومین پسر نوح، باشند. یافث در ترجمهٔ ارمنی کتاب مقدس معادل هابت قرار داد که به معنی زیبایی است.
در مورد یافث و پسران وی در کتاب مقدس در آیات ۵ تا ۷ از باب اول از کتاب اول تواریخ ایام و نیز در آیات ۲ تا ۵ از باب دهم سفر پیدایش سخن رفته‌است. براساس این آیات یافث دارای هفت پسر به نام‌های جومر، ماجوج، مادای، یاوان، توبال، ماشک و تیراس بوده.
در کتاب مقدس معمولاً نسل نخست زاده‌ها ادامه می‌یابد لذا اسامی فرزندان جومر؛ یعنی، نخست زادهٔ یافث در کتاب مقدس آمده‌است. دومین پسر یافث یعنی، ماجوج احتمالاً سر سلسلهٔ مغولها و اقوام آسیای شرقی است. معادل ارمنی دیگر نخست زادهٔ یافث، جومر، در کتاب مقدس گامر آمده که بعدها به یکی از اسامی ارمنیان تبدیل شده.
بر طبق آیهٔ سوم از باب دهم سفر پیدایش و آیهٔ ششم از باب یکم کتاب اول تواریخ پسران جومر یا گامر عبارت اند از:
اشکناز، ریفات و توجرمه که سر سلسلهٔ اقوام قفقازی‌اند. معادل ارمنی توجرمه، در کتاب مقدس، ترگماست. نام مردانهٔ ترگم، در زبان ارمنی، از این واژه پدید آمده که به معنی خدا دوست است.
در مورد یافث و پسران وی، در کتاب مقدس، همین چند آیه آمده و در مورد اقوامی که از آن‌ها پدید آمده‌اند بیش از این چیزی ذکر نشده‌است. دلیل این امر آن است که کتاب مقدس تأکید اصلی را بر نسل ابراهیم و فرزندان وی گذاشته که همگی از اولاد سام هستند.
در تاریخ اساطیری ارمنستان، ترگم پدر هایک است. بنابراین هایک، بنیان‌گذار ارمنستان، پسر توجرمه یا ترگم در کتاب مقدس است.
ارمنیان نیز خود را (های) می‌نامند که ریشه در کلمهٔ هایک دارد. نام مردانهٔ آرمناک در زبان ارمنی مشتق از نام آرمانیاک، فرزند هایک، است. از آنجایی که پیدایش اقوام در کتاب مقدس از زمان پیدایش آدم توضیح داده شده لذا چنین استنتاج می‌شود که جد بزرگ ارمنیان همان توجرمه یا ترگم در کتاب مقدس است و در واقع نسل ارمنیان از آدم تا هایک عبارت اند از:
آدم، شیث، انوش، قینان، مهللئیل، یارد، خنوخ، متوشالح، لمک، نوح، یافث، جومر، توجرمه، هایک. 
چنانچه مشاهده می‌شود هایک چهاردهمین نسل از آدم است و در واقع ارمنیان نسل چهاردهم آدم‌اند. ادامهٔ نسل ارمنیان از هایک به بعد به این صورت است:
هایک، آرامانیاک، آراماییس، آماسیا، گقام، هارما و آرام.
از آنجایی که آرام ارمنستان را از هر طرف گسترش داد لذا اقوام غیر ارمنی ارمنیان را آرمن می‌نامند که ریشه در نام آرام دارد.